# 胶乳免疫比浊法
胶乳免疫比浊法（latex immunoturbidimetric assay，LIA），又称为胶乳增强免疫比浊法。检测原理，待测样品中的抗原（抗体）与试剂中包被有特异性抗体（抗原）的胶乳微球结合，使胶乳微球连接起来形成较大结合物，凝集引起反应体系浊度变化。一定范围内，浊度增加与待测抗原（抗体）浓度呈正相关。通过标准液得出回归方程，再通过测量待测样品吸光度变化，计算出样品中抗原（抗体）浓度。胶乳免疫比浊法可分为两种：一种是散射比浊检测法（Nephelometry）；另一种是透射比浊检测法（Turbidimetry），两种方法原理相似。

## 简介

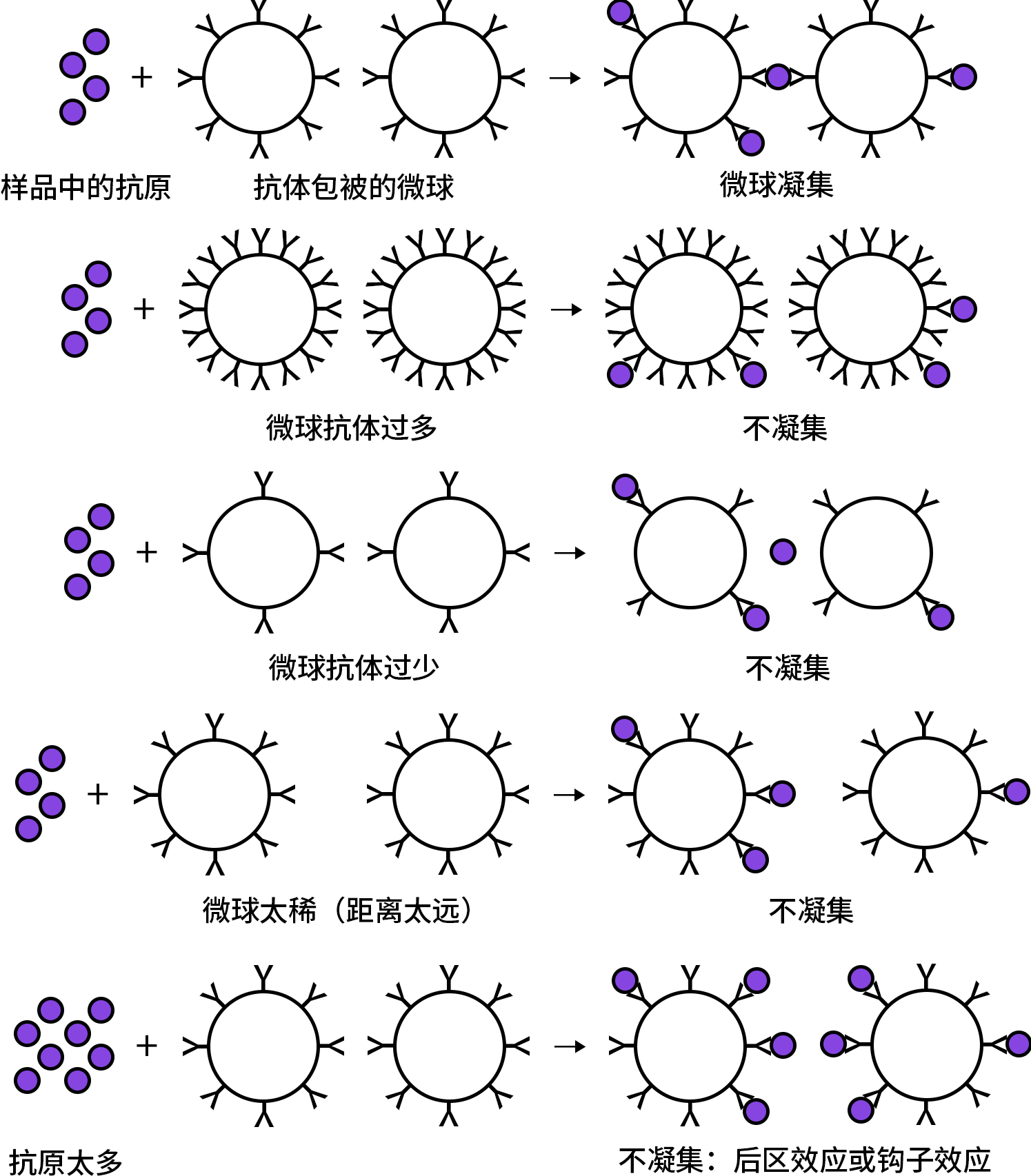
胶乳免疫比浊法原理

浊度测定过程依赖于被分析物与对应的配体所包覆颗粒悬浮液的相互作用产生的凝集。当颗粒凝集，形成双态、三态等时，通过监测悬浮液的光散射特性的变化进行检测。原先很小的、散射较差的球体在凝集时更有效地散射光，进而被检测到。

## 参見
胶乳凝集试验